# Малий Сергій Вікторович
Сергій Вікторович Малий (нар. 5 червня 1990, Луганськ) — казахстанський футболіст українського походження, півзахисник клубу «Тобол» та національної збірної Казахстану.

## Клубна кар'єра
В дитинстві займався спортивною гімнастикою. Починав займатися футболом в Луганську на стадіоні ім. В. І. Леніна. Перший тренер — Сергій Калитвинцев. У ДЮФЛ виступав за луганський ЛВУФК, там його тренером був Юрій Єлісєєв.
Після закінчення школи потрапив у новостворений «Комунальник», куди його запросив тренер Юрій Малигін. У Другій лізі дебютував 25 липня 2007 року в матчі проти армянського «Титану» (2:2). Пізніше в клубі змінився тренер і Малий перестав потрапляти в основний склад. У зимове міжсезоння сезону 2007/08 відправився в оренду в білоцерківську «Рось», де не зміг закріпитися в основі. Влітку 2008 року повернувся в «Комунальник», який вийшов у Першу лігу, до того ж Юрій Малигін знову став головним тренером клубу. Незабаром через проблеми клуб припинив своє існування, гравцям довгий час не платили зарплату. Всі гравці отримали статус вільних агентів і Малий перейшов у дубль «Зорі». У Прем'єр-лізі дебютував 5 грудня 2009 року в матчі проти київського «Арсеналу» (1:1), Сергій вийшов на 89 хвилині замість Тараса Лазаровича.
По закінченні 2012 року знаходився на перегляді у команді чемпіона Казахстану — карагандинському «Шахтарі». За підсумками зборів, клуб вирішив підписати гравця. Оскільки всі «легіонерські» місця в новій команді Сергія вже були зайняті, гравцеві довелося змінити громадянство. Наразі встиг відіграти за команду з Караганди 21 матч в національному чемпіонаті.

## Виступи за збірну
Отримавши 2013 року казахстанське громадянство, Малий отримав змогу виступати за національну збірну цієї країни. І 5 березня 2014 року дебютував в офіційних матчах у складі національної збірної Казахстану в товариській грі проти збірної Литви (1:1).

## Досягнення
- Чемпіон Казахстану (3):

«Астана»: 2016
«Тобол»: 2021
«Ордабаси»: 2023
- Володар Суперкубка Казахстану (4):

«Шахтар»: 2013
«Астана»: 2020
«Тобол»: 2021, 2022
- Володар Кубка Казахстану (2):

«Шахтар»: 2013
«Астана»: 2016